# Joep Roelofsen
Joep Roelofsen (Weert, 20 mei 1985) is een Nederlandse radio-dj.

## Carrière
Roelofsen startte als radio-dj bij de lokale omroep WeertFM. In 2009 vertrok hij naar Curaçao waar hij de ochtendshow van 6.00 tot 10.00 uur op Paradise FM ging presenteren.
Begin 2011 keerde hij terug naar Nederland en werd hij aangenomen bij Qmusic. In eerste instantie was hij invaller in de nachtelijke uren. Niet veel later kreeg hij doordeweeks een vast programma tussen 3.00 en 6.00 uur. Vanaf maart 2012 kreeg hij een weekendprogramma in de avond en een jaar later in de ochtend. Ook bleef hij nog (een aantal) nachtprogramma's maken. Vanaf juni 2014 maakte Roelofsen enkele maanden iedere ochtend een programma op Qmusic Limburg. Door het vertrek van een dj keerde Roelofsen weer terug op de landelijke Qmusic met een avondprogramma van maandag t/m donderdag. Dit programma presenteerde hij enige tijd samen met Eva Koreman. Vanaf januari 2016 was hij weer in het weekend te beluisteren. Vanaf begin 2017 t/m de zomer van 2018 was hij elke werkdag van 10:00-12:00 uur te horen. Daarna verhuisde hij wederom terug naar het weekend. Per januari 2022 maakt Roelofsen onderdeel uit van de muziekredactie van Qmusic en is hij niet meer op de zender te horen.